# Cornaredo
Cornaredo là một đô thị ở tỉnh Milano, vùng Lombardia của Italia, khoảng11 km về phía tây bắc của Milano. Tại thời điểm ngày 31 tháng 12 năm 2004, đô thị này có dân số 20.416 và diện tích là1 3,6 km².
Đô thị Cornaredo gồm cácfrazioni (đơn vị cấp dưới, chủ yếu là thôn làng) San Pietro all'Olmo, Cascina Croce, Cascine Torrette, and Favaglie.
Cornaredo giáp các đô thị sau:Rho, Pregnana Milanese, Settimo Milanese, Bareggio, Cusago.